# アヴリルの恋
『アヴリルの恋』（アヴリルのこい、原題：Avril）は、2006年6月14日にフランスより公開された青春映画。ジェラール・ユスターシュ=マチューの監督を担当する初の長編映画がセザール賞長編賞も獲得しており、2作目もヴェネツィア国際映画祭に出品された作品である。主演を担当する若手女優・ソフィー・カントンがセザール賞新人賞にノミネートされている。フランスの山奥に佇む修道院を舞台にして、無垢な少女の成長する姿を描く恋物語。
日本では、2007年11月24日より渋谷シネ・ラ・セットにて全国劇場公開（フランス語、日本語字幕のみ）。また、2009年7月24日にジェネオン・ユニバーサル・エンターテイメントよりDVD（GNBF-7565）が発売されている。DVD映像特典はオリジナル予告編と日本版予告編。

## あらすじ
中央フランスの山あいにひっそりと佇むトラピスチヌ修道院。赤ん坊の頃に捨てられ、以来20年間ずっとこの修道院内で暮らしてきたアヴリルは、間もなく修道女になるための最後の儀式を迎えようとしていた。これから2週間、小さな礼拝堂にこもり断食・黙想で心身を清め、永遠の請願を唱える準備をするのだ。ところが、そんなアヴリルに先輩修道女のべルデナットが思いもよらぬ事実を告げる。それは、当時一緒に捨てられていたという双子の兄の存在であった。孤児院に引き取られ生き別れとなった兄を、この2週間を利用して探し出すよう勧めるべルデナットの言葉に後押しされ、アヴリルは修道院を抜け出した。初めて目にする外の世界で一人の青年と出会い、やがて静かな海辺に辿り着く。南フランスの光と風の中でようやく探し当てた兄と過ごす、何もかもが新しくまぶしい日々。音楽、ダンス、兄やその恋人との語らい、初めて感じる恋のときめき。 やがて2週間の終わりがやってきた時、彼女はある決意をする。 

## キャスト
| 役名                   | 俳優                     |
| ---------------------- | ------------------------ |
| アヴリル               | ソフィー・カントン       |
| シスター・ベルナデット | ミュウ＝ミュウ           |
| ピエル                 | ニコラ・デュヴォシェル   |
| ダヴィッド             | クレマン・シボニー       |
| ジム                   | リショー・ヴァル         |
| マザー・マリ＝ジョゼフ | ジュヌヴィエーヴ・カジル |
| シスター・セレスト     | モニク・メリナン         |

## スタッフ
- 監督：ジェラール・ユスターシュ＝マチュー
- 製作：ダラムサラ、イザベル・マドレーヌ
- 脚本：ジェラール・ユスターシュ＝マチュー
- 撮影：オレリアン・ドゥヴォー
- 美術：フランソワーズ・アルノー
- 編集：フランソワ・キクレ
- 衣装デザイン：ソフィー・シャール